# Asplenium brachycarpum
Asplenium brachycarpum är en svartbräkenväxtart som först beskrevs av Georg Heinrich Mettenius, och fick sitt nu gällande namn av Oskar Kuhn. Asplenium brachycarpum ingår i släktet Asplenium och familjen Aspleniaceae. Inga underarter finns listade.